# Кристиан Рэй
Кристиан Рэй (настоящее имя — Руслан Умберто Флорес; род. 15 марта 1969 года, Москва, СССР) — американский продюсер и российский певец чилийского происхождения.

## Биография

### Ранние годы
Кристиан Рэй Флорес родился 15 марта 1969 года в Москве в семье чилийца Америко Умберто Флореса и русской Ларисы Григориевны де Флорес. Сразу после рождения сына семья перебрались в Чили. Через 2 года у Кристиана появилась сестра Моника Флорес, ныне живущая в США.
В 1973 году в Чили произошёл военный переворот. Америко Флорес был арестован и провёл 6 месяцев в тюрьмах. Ларисе с двумя детьми пришлось какое-то время жить под чужим именем и пользоваться фальшивым аргентинским паспортом.
После освобождения Америко семья перебралась в Мюнхен. Прожив в Германии год, они вернулись в Москву.  Через год семья вновь переехала — на этот раз в африканскую республику Мозамбик по приглашению правительства, нуждающегося в специалистах. Поэтому к 8 годам Кристиан свободно говорил на русском, английском, испанском и португальском языках. В конце 1983 года родители Кристиана развелись и Лариса увезла детей в Москву.
В 1986 году Кристиан окончил школу и поступил в Российский университет дружбы народов, который окончил в 1991 году, став специалистом в области экономических наук.

### Карьера
Проработав пару лет в области международной торговли, Кристиан решил начать музыкальную карьеру. В 1993 году вышла его первая песня.
Музыкальные клипы для Кристиана снимали Роман Прыгунов, Влад Опельянц и Максим Осадчий. Также Кристиан записал песню «Круг Луны, знак любви» в дуэте с Кристиной Орбакайте. Композиция была написана в соавторстве с Андреем Грозным, клип снял режиссёр Юрий Грымов. Также Кристиан в разное время сотрудничал с солистом группы «А-Студио» Батырханом Шукеновым, Владимиром Пресняковым-младшим, записывался на студии Аллы Пугачёвой.
Помимо этого, Кристиан занимался продюсерской деятельностью. Совместно с менеджером Андреем Шлыковым и продюсером Андреем Грозным он принял участие в создании группы «Блестящие». В соавторстве с Андреем Грозным Кристиан создал первый хит группы — песню «Там, только там» и дуэт с Ольгой Орловой «Звук дождя».
В 1995 году певец серьёзно увлекся христианством. Он начал посещать Московскую Церковь Христа (МЦХ).
В 2004 году Кристиан вместе с семьёй переехал в США. Последующие три года он посвятил исключительно благотворительной деятельности: сотрудничал с международной организацией HOPE worldwide, занимающейся проектами по созданию медицинских центров, школ и детских домов для бедных в Латинской Америке и Мозамбике.
Также Кристиан основал компании «Hollywood World», специализирующуюся на создании музыки, рекламы и клипов, и «Third Drive», занимающуюся развитием и финансированием технологических компаний. Также певец создал международный лейбл Handmade Music/Blisstunes Recording Corp. для выпуска альбомов американских и международных артистов по всему миру. Сотрудничал с компанией Sony Music Entertainment.
Кристиан продолжает сотрудничать с российскими проектами. Он записал вокал для испанских и английских версий мультфильма «Маша и Медведь», вывел на американский рынок музыкальный коллектив Urban Voices.
Также Кристиан занимается режиссурой. В 2015 году он снял короткометражный фильм «Танцуй со мной» (англ. «Dance with me»). За свою вторую режиссёрскую работу — образовательный фильм «Позитивное решение» (англ. «Positive Choice») — Кристиан получил две премии «Телли».
В настоящее время Кристиан Рэй продолжает заниматься бизнесом в США как инвестор и совладелец компании Third Drive. Его благотворительный фонд Ascend Mission Fund активно помогает беженцам на Украине через инициативу Ukraine Relief Network, дает образование бедным детям в Африке через Ascend Academy и занимается поддержкой социальных стартапов, в том числе WAVi, Xcite, Visioneer.

### Личная жизнь
В 1995 году у Кристиана и модели Марии Тишковой родилась дочь Диана. Вскоре пара рассталась. Диана осталась с отцом. Впоследствии Мария вышла замуж за теннисиста Евгения Кафельникова.
В 1998 году во время выступления в Лос-Анджелесе Кристиан познакомился с американкой Деборой Смит и через год женился на ней. Проработав много лет в индустрии развлечений на каналах MTV и VH-1, Дебора стала главной соратницей певца. В 2002 году у пары родилась дочь Виолетта, в 2004 — дочь Изабелла.
В настоящее время семья проживает в Остине, штат Техас.

## Дискография
- 1995 — «Вечеринка в Стиле Бэп»
- 1997 — «Жар»
- 1999 — «Город Солнца»
- 2003 — «Ночь На Рождество»